# Rado (relojes)
Rado es una marca de relojes suiza perteneciente al Grupo Swatch, que tiene su sede en la localidad de Lengnau (que forma parte del Cantón de Berna desde 1983). Produce relojes en el segmento de precios superior. Los relojes Rado están disponibles en más de 5.000 puntos de venta y en más de 70 tiendas distribuidas por todo el mundo. La marca es conocida por su investigación en el campo de la ciencia de los materiales. En 2018 produjo unos 100.000 relojes.

## Historia

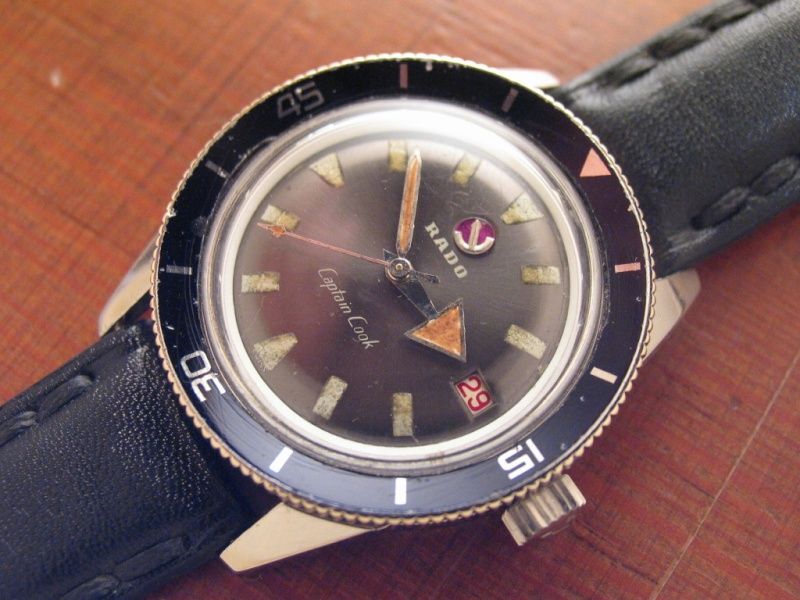
Rado Captain Cook, MK1 (1962)

Rado fue fundada en 1917 como "Uhrwerkfabrik Schlup & Co." (Fábrica de relojes Schlup & Co.) en Lengnau, por los hermanos Ernst, Fritz y Werner Schlup. Durante sus primeras décadas de actividad, la empresa se dedicó exclusivamente a la fabricación de movimientos. En 1937 se fundó en la misma sede la compañía Rado Watch Co. Ltd., una empresa filial que ya fabricaba relojes completos. Otra marca de relojes de pulsera de la fábrica de relojes Schlup fue Exact, operativa desde principios de los años 1940 hasta 1957. A partir de 1958 solo se ofrecieron modelos de relojes con el nombre Rado. El DiaStar, desarrollado en 1962, está considerado el primer reloj resistente a los arañazos del mundo. De 1962 a 1968 se produjo el reloj de buceo Captain Cook MK1 (resistente al agua hasta una profundidad de 220 metros), restringiéndose a una serie de únicamente 8.000 unidades.
En 1968 la empresa pasó a formar parte de la ASUAG, y en 1975 se inauguró la nueva sede de Rado en Lengnau. En 1983, la ASUAG y la SSIH se fusionaron para formar el Grupo SMH en Biena, que a su vez sería el origen del Grupo Swatch en 1998. En 1992, Rado celebró un triple cumpleaños: 75 años desde su fundación original, 35 años desde el primer uso oficial de la marca Rado, y 30 años desde el lanzamiento del modelo DiaStar. La compañía recibió en 1995 el Premio a la Innovación del Centro Tecnológico Suizo por el desarrollo del Concept 1, cuando se introdujo por primera vez el uso del diamante policristalino en el campo de la producción de relojes.

## Materiales
El principal atractivo de los relojes Rado, además de su diseño inusual, es la resistencia a los arañazos de sus cajas. El proveedor de los materiales es el fabricante interno Comadur, localizado en Le Locle. El Dia Star 1, fabricado en 1962, tenía una caja hecha de carburo de wolframio y de zafiro. En 1986, Rado presentó el Dia Star Integral, su primer reloj con componentes de una cerámica de alta tecnología llamada “Ceramos”, y cuatro años más tarde el Ceramica, el primer reloj del mundo con pulsera, corona y brazalete completamente de cerámica. La caja estaba hecha de este material, que es cinco veces más duro que el acero, pero un 25 % más ligero.
Rado utiliza el compuesto denominado zirkoniumoxid (dióxido de zirconio), un polvo muy fino producido artificialmente que permite una densidad extremadamente alta mediante contracción inducida por el calor, a diferencia de las cerámicas convencionales, que son bastante porosas y frágiles en su forma básica. El material puede absorber pigmentos y, por lo tanto, puede colorearse según se desee. Además de la cerámica (inicialmente exclusivamente en color negro), existe una amplia gama de colores diferentes. Con la llamada cerámica de plasma, Rado consiguió mediante un proceso patentado dar a sus productos un aspecto metálico plateado y brillante, que se consigue suministrando gases y calentándolos a 20.000 grados. El material Ceramos, compuesto de cerámica y metal, permite aspectos como el acero, el platino o el oro rosa. Muchos de los modelos de la marca están decorados además con joyas como diamantes o elementos de oro, y llevan el nombre Jubilé.
Los relojes suelen funcionar con cuerda automática. En los modelos muy planos para mujer se instalan movimientos de cuarzo. Los movimientos provienen del fabricante ETA S.A., afiliado al Grupo Swatch. Entre los diseñadores de los relojes Rado han figurado Andy Warhol, Jasper Morrison, Konstantin Grcic y Samuel Amoia.

## Modelos de relojes (selección)
|  |  |  |  |  |